# 栃木市立都賀中学校
栃木市立都賀中学校（とちぎしりつ つがちゅうがっこう）は、栃木県栃木市都賀町家中にある公立中学校。

## 沿革

### 年表
- 1961年4月1日 - 都賀町の2中学校（都賀東・都賀西）を統合し、都賀町立都賀中学校として創立。
- 1984年・1986年にわたり、全日本少年軟式野球大会で2度の全国制覇。
- 2010年3月29日 - 市町合併により栃木市立都賀中学校となる。
- 2011年2月3日 - 南校舎新築工事完成・多目的ホール落成
- 2012年4月1日 - とちぎ未来アシストネット事業開始（都賀地域）

## 教育方針
- 教育目標
  - 自ら学び、考え、行動する生徒

## 施設
- 北校舎（管理棟）
- 南校舎（普通教室棟）
- 武道場（清心館）
- 多目的ホール
- 屋内運動場
- 屋外運動場
- 屋外プール
- テニスコート
- サッカーコート

## 部活動
- サッカー部
- バスケットボール部（男・女）
- ソフトテニス部（男・女）
- バレー部（男・女）
- 卓球部
- 剣道部
- 吹奏楽部

## 通学区域
栃木市都賀地域の全域、栃木市立家中小学校・栃木市立合戦場小学校・栃木市立赤津小学校の学区となっている。
- 都賀町合戦場
- 都賀町平川
- 都賀町升塚
- 都賀町家中

- 都賀町原宿
- 都賀町木
- 都賀町臼久保
- 都賀町大橋

- 都賀町富張
- 都賀町深沢
- 都賀町大柿

## 周辺
- 栃木市役所都賀総合支所
- 栃木市都賀公民館
- 栃木市都賀図書館
- 栃木市都賀文化会館
- 家中駅

## 関係者

### 出身者
- 渡辺俊介（千葉ロッテマリーンズ投手）